# Sinagra
Sinagra – miejscowość i gmina we Włoszech, w regionie Sycylia, w prowincji Mesyna.
Według danych na rok 2004 gminę zamieszkiwało 3038 osób, 132,1 os./km².